# Санта-Крус (остров, Галапагос)
Санта-Крус (исп. Isla Santa Cruz) — второй по величине после Исабелы и наиболее населённый из островов Галапагос. Британцы назвали остров Индефатигабл (англ. Indefatigable) в честь линейного корабля HMS Indefatigable.

## География
Остров вулканического происхождения и имеет почти круглую форму. Площадь составляет 985,55 км², наивысшая точка расположена 864 м над уровнем моря.
Находящееся в центре острова горное плато характеризовано потухшими вулканами, холмистым ландшафтам, разнообразной растительностью и животным миром. Геологической особенностью Санта-Крус является почти полностью сохранившийся лавовый тоннель длиной 2 км и высотой почти 10 м.

## Население
На южном побережье Санта-Крус находится административный центр острова город Пуэрто-Айора, в которой живёт около 12 тысяч человек. Это одновременно самый крупный город Галапагосского архипелага. В Пуэрто-Айора расположена исследовательская станция, названная в честь знаменитого естествоиспытателя Чарльза Дарвина.

## Туризм
Главным занятием островитян является туристическая сфера.

## Галерея
- Пуэрто-Айора
- Пляж Tortuga Bay
- Лавовый тоннель
- Галапагосская черепаха в заповеднике El Chato
- Морская игуана на острове